# Bajevac
Bajevac (Servisch cyrillisch: Бајевац) is een plaats in de Servische gemeente Lajkovac. De plaats telt 689 inwoners (2002).